# Jakubovany (okres Liptovský Mikuláš)
Jakubovany (maďarsky Jakabfalu) jsou obec na Slovensku v okrese Liptovský Mikuláš. V roce 2016 zde žilo 374 obyvatel. První písemná zmínka o obci pochází z roku 1352.

## Poloha obce
Obec leží v blízkosti Tatranského národního parku pod majestátním vrcholem Barance (2184 m n. m.) a nedalekými vrcholy Roháče, Baníkov, Plačlivé a dalšími. Jakubovany se nachází v nadmořské výšce 715 m n. m.